# یوتاکا ماتسوشیگه
یوتاکا ماتسوشیگه (به ژاپنی: Yutaka Matsushige) (زادهٔ ۱۹ ژانویهٔ ۱۹۶۳) هنرپیشه اهل ژاپن است. وی از سال ۱۹۸۳ میلادی تاکنون مشغول فعالیت بوده‌است.
از فیلم‌هایی که وی در آن نقش داشته است، می‌توان به جذبه، اورکا، حلقه و مثل یک اژدها اشاره کرد.